# パレマルシェ
パレマルシェ（英称：Pare Marche）は、名古屋鉄道系のスーパーマーケットをルーツとするチェーンストアである。
店名の「パレ」は、フランス語のparé（着飾った、優雅な）に由来し、1992年（平成4年）3月1日に社名を「株式会社名鉄パレ」に変更していた。
フェニックス・キャピタル株式会社の企業再生ファンドが過半数の株式を取得したほか、名古屋鉄道と三井物産が出資した「株式会社パレ」に2005年（平成17年）9月1日付で営業譲渡して新会社へ事業を引き継ぎ、それに伴って店名も「パレマルシェ」へ変更された。
2008年（平成20年）6月30日付でオークワ（本社：和歌山県和歌山市）が発行済みの株式の99.4％を取得し、同日付でオークワから会長と社長が就任して傘下に入った。
2012年（平成24年）2月21日にオークワに吸収合併されたが、店舗名は「パレマルシェ」として営業を続けることになった。

## 概要
もとは名古屋鉄道（名鉄）系列の事業であり、名鉄の駅周辺に立地する店舗が多い。スーパーマーケット型の店舗と百貨店型の店舗があるものの、このうち百貨店型の店舗（オークワに合併された時点では神宮・西春・西尾の3店舗）はすべて閉店済みである。

## 歴史

### 名古屋ショッピ
1959年（昭和34年）2月に名鉄共栄社（現・名鉄産業）が鳴海団地内に鳴海スーパーマーケットを開設したのが始まりである。
1960年（昭和35年）9月7日には名古屋ショッピを設立し、1961年（昭和36年）4月に名古屋市千種区の名古屋市営地下鉄池下駅東口に建設された日本住宅公団の団地内にスーパーマーケットの池下店を開設した。
先述した鳴海スーパーマーケットは池下店の開設と同時に名古屋ショッピに移管された。
名古屋ショッピは1962年（昭和37年）7月に名古屋市緑区の住宅公団鳴子団地内に鳴子店を開店したのを皮切りに、岩倉団地の岩倉店や平針団地の平針店、知立団地の知立店など団地型スーパーの出店を進めて行った。
また、1962年（昭和37年）4月に二ツ杁駅に二ツ杁店を出店したのを皮切りに、同年12月に笠寺駅に笠寺店、1963年（昭和38年）3月に国府宮駅に国府宮店、同年5月に柏森駅に柏森店と母体となった名古屋鉄道の駅への多店化も進められた。

### 岐阜ストアー・多治見ストアー
岐阜市にあった丸宮百貨店を買収して1962年（昭和37年）11月に名古屋鉄道と名鉄百貨店、新岐阜百貨店の共同出資により資本金3000万円で株式会社岐阜ストアーを設立し、12月に岐阜店を開設したのが始まりである。
1963年（昭和38年）10月に大垣駅前に大垣店を開店したのを皮切りに多店化を進め、同年11月には美濃太田店も開設している。
この他にも、1964年（昭和39年）6月に株式会社多治見ストアーを設立し、多治見市本町にあった主婦の店多治見店の営業を継承して岐阜県内でスーパーマーケット事業を展開した。

### 名鉄ストアー
1965年（昭和40年）8月10日に名鉄ストアーを設立し、同年12月に上飯田駅に日本住宅公団と共同でマンションを併設した駅ビルの中に上飯田店を開設したのが始まりである。
1967年（昭和42年）6月に又穂店を出店したのを皮切りに多店化を進め、1968年（昭和43年）11月に津島駅に津島店、1971年（昭和46年）3月に新那加駅に新那加店と出店を進めており、又穂店という例外を除いて駅ビルへの出店を進めて行った。
1972年（昭和47年）10月に北陸に進出したほか、1974年（昭和49年）1月に北マリアナ諸島のテニアン島に出店したのを皮切りに1976年（昭和51年）3月には北マリアナ諸島のサイパン島へ出店するなど海外へも店舗展開した。
1983年（昭和58年）9月22日には名鉄神宮前百貨店を開設して百貨店事業に進出した。

### 名鉄ショッピ
1971年（昭和46年）より名古屋ショッピ・岐阜ストアー・多治見ストアーの3社は仕入れの共通化を図るなどの連携を強めていたが、1980年（昭和55年）9月1日、さらなる効率化を目指して３社が対等合併し、「名鉄ショッピ」として新たにスタートした。3社とも設立時に名鉄百貨店副社長であった長尾芳郎が社長に就任し、合併時の3社の社長も当時名鉄百貨店取締役の座に就いていた山田耕之助であった。その経緯から3社は名鉄百貨店系流通チェーンと見なされており、一方で名鉄ストアーに関しては名鉄直系の流通事業という位置付けであった。
合併時における年商は名古屋ショッピ（16店舗）100億円、岐阜ストアー（2店舗）26億円、多治見ストアー（2店舗）24億円で、合併時点で18店舗・年商380億円の巨大チェーン網の誕生であった。また、設立時の発表では不採算店を閉める一方で年に1~2店舗の新規出店を進める予定であった。

### 名鉄パレ
事業の効率化を図るため経営統合を進め、1987年（昭和62年）9月1日に名鉄ストアーと名鉄ショッピが合併して名鉄グループのスーパーマーケット事業は一つに経営統合されることになった。
その後、1992年（平成4年）3月1日には社名をフランス語で「優雅」の意味の「パレ」という言葉をとって株式会社名鉄パレに変更した。
1998年（平成10年）に東郷店の北側に併設する形で「名鉄パレホーム」の1号店として東郷店を開店し、ホームセンターに参入した。
2005年（平成17年）5月時点でスーパーマーケット23店舗と百貨店3店舗、ホームセンター1店舗の計28店舗を愛知県中心に展開していた。
（百貨店は神宮、師勝西春、西尾の各店。ただし日本百貨店協会には加盟せず）

### パレマルシェへ
名鉄グループ中核企業の一つであったが、2002年（平成14年）度から連続して当期純利益が赤字となり、計50億円以上を出資して支援してきた名鉄グループは独力での同チェーン再建を断念することになった。
そして、2005年（平成17年）4月26日に同年9月1日付でフェニックス・キャピタル株式会社の企業再生ファンドと名古屋鉄道による合弁企業「株式会社パレ」に営業譲渡して新会社へ事業を引き継ぐことを発表した。新会社パレの社長にはクイーンズ伊勢丹を顧客満足度ナンバーワンの店へ成長させた田村弘一が就任し、フェニックス・キャピタルが過半数の株式を取得したほか、名古屋鉄道と三井物産が出資しており、これら上位三社で99.4％を出資して運営された。
新会社への移行に伴い、店名も「パレマルシェ」になり、売場の商品構成も大きく変化させることで再建を目指した。

### オークワ傘下入り
2008年（平成20年）6月9日に同月30日付で主要株主であるフェニックス・キャピタルと名古屋鉄道、三井物産からオークワへ発行済みの株式の99.4％を70億円で譲渡することが発表され、経営権が移行することになった。この営業権譲渡により、オークワの傘下に入ることに伴い、2008年（平成20年）6月30日付でオークワから会長と社長が就任することになった。2008年（平成20年）6月時点の店舗数は17店舗で、オークワ側はパレを傘下に入れることで東海地区への出店の足掛かりを得ることが狙いであったとされている。なお、パレ創業時の社長であった田村は2010年3月に逝去している。
2011年（平成23年）2月時点の店舗数は16店舗で2010年（平成22年）2月期の売上高は約366億円となっていた。
その後、オークワ本体による東海地方への出店が進んで2011年（平成23年）2月までに愛知県と岐阜県に8店舗を構えるようになったため、重複する業務を合理化するとして2012年（平成24年）2月にオークワに吸収合併されることになった。ただし、オークワへの吸収後も店舗名は「パレマルシェ」として営業を続けることになった。

## プライベートブランド
オークワの傘下入りに伴って、プライベートブランド（PB）商品が共同仕入れ機構・日本流通産業（ニチリウグループ）の「くらしモア」へ移行することになった。そのため、かつて扱っていた八社会のPB商品である「Vマーク（バリュープラス）」の取り扱いは2008年（平成20年）8月末で終了となった。
なおニチリウグループはオークワが中核企業の一つとなっており、1999年（平成11年）5月20日からオークワの大桑氏が2代目社長に就任するなど関係が深い。

## 年表

### 名鉄グループ時代
- 1959年（昭和34年）2月 - 名鉄共栄社（現・名鉄産業）が鳴海団地内に鳴海スーパーマーケットを開設[8]。
- 1960年（昭和35年）9月7日 - 「名古屋ショッピ」を設立[9]。
- 1962年（昭和37年）11月14日 - 「株式会社岐阜ストアー」を設立[23]。
- 1963年（昭和38年）10月25日 - マコー四日市店を開店[24]
- 1964年（昭和39年）6月 - 「株式会社多治見ストアー」を設立[8]。
- 1965年（昭和40年）8月10日 - 「株式会社名鉄ストアー」設立[1][11]。
  - 「名鉄ストアー」時代の企業ロゴは社名を略した「MS」を象ったものだが、東京放送が1961年から30年間使用した「TBS」に類似したロゴ体だった。[独自研究?]
- 1972年（昭和47年）10月に北陸に進出[25]。
- 1973年（昭和48年） - 子会社「フジ・レジャー開発株式会社」を設立[26]。
- 1974年（昭和49年）1月 - 北マリアナ諸島のテニアン島へ出店[25]。
- 1976年（昭和51年）3月 - 北マリアナ諸島のサイパン島へ出店[25]。
- 1979年（昭和54年）2月 - 「名古屋ショッピ」が生鮮食品売り場の直営化を開始[27]。
- 1983年（昭和58年）9月22日 - 名鉄神宮前百貨店を開設して百貨店事業に進出[13]。
- 1985年（昭和60年） - 堀田駅店にPOSシステムを導入[28]。
- 1987年（昭和62年）9月1日 - 「株式会社名鉄ショッピ」と合併[10]。
- 1992年（平成4年）3月1日 - 社名を「株式会社名鉄パレ」に変更[1]。
- 1998年（平成10年） - 「名鉄パレホーム」の1号店として東郷店を開店し、ホームセンターに参入[16]。
- 2005年（平成17年）
  - 8月31日 - 「フジ・レジャー開発株式会社」のインストアベーカリー事業と実演販売事業などを「株式会社パレ」に営業譲渡[29]。
  - 9月1日 - ストア事業を「株式会社パレ」に営業譲渡[4]。社名を株式会社名鉄パレ管財に変更し、同社のストア事業とフジ・レジャー開発のベーカリー事業を株式会社パレへ譲渡。以後はパレへの不動産賃貸が主な事業となる。[要出典]
  - 北マリアナ諸島からの撤退を発表する。[要出典]
- 2006年（平成18年） - フジ・レジャー開発が解散する。[要出典]
- 2007年（平成19年） - 2007年度中に名鉄パレ管財を解散する旨、名古屋鉄道によって決議される。[要出典]

### 株式会社パレ
- 2004年（平成16年） - 設立。[要出典]
- 2005年（平成17年）
  - 8月31日 - 「フジ・レジャー開発株式会社」からインストアベーカリー事業と実演販売事業などを譲受[29]。
  - 9月1日 - 「株式会社名鉄パレ」からストア事業を譲受[4]。
  - ジャパン・リカバリー・ファンド・ツー（業務執行組合員はフェニックス・キャピタル株式会社）と名古屋鉄道から増資を受け、名鉄パレなどから事業を譲受する（商法上の事後設立に該当）。[要出典]
- 2008年（平成20年）6月30日 - 株式をオークワへ譲渡[3]。オークワから会長と社長が就任[3]。
- 2009年（平成21年）11月1日 - オークワグループの商品券の取り扱いを開始。[要出典]
- 2012年（平成24年）2月21日 - 親会社のオークワと吸収合併[6]。店舗ブランドはそのまま維持される[7]。

## 現在営業中の店舗
2024年（令和6年）12月1日現在、オークワでは「パレマルシェ」ブランドとして8店舗を展開している。出店店舗の詳細については公式サイト「パレマルシェ/チラシ・店舗情報」を参照。

### 店舗一覧
- 神宮前店（愛知県名古屋市熱田区三本松町、2021年（令和3年）7月21日開店[30][広報 1]）

同日開業した「μPLAT神宮前」の1階にて営業している。
店舗面積1,256m2。
同年6月20日をもって閉店した「神宮店」の後継店舗。ただし神宮店と異なり、神宮前店はパレマルシェとして扱う商品は食料品等のみに縮小されている。
- あつた小町 by Pare Marche（愛知県名古屋市熱田区神宮、2024年（令和6年）12月1日開店[広報 2]）

店舗面積290m2。
「神宮店」跡地に開店した商業施設「あつたnagAya」肆の戸に出店された小型店舗。神宮前店の銘店コーナーが本店舗に移設された。お酒・ドリンクも取り扱っている。
- 中村店（愛知県名古屋市中村区剣町1[31]、1975年（昭和50年）8月15日開店[32][33]）

敷地面積約9,500m2、店舗面積約3,960m2、駐車台数約200台。
当初は関連企業の名鉄衣料が衣料品を担当した。
- 池下店（愛知県名古屋市千種区覚王山通8-70-1、1997年（平成9年）10月開店）

サンクレア池下内に出店。
- 河和店（愛知県知多郡美浜町河和字北田面5-1[31][35]、1979年（昭和54年）4月6日開店[35]）

河和駅ビル（店舗面積約3,155m2）内に出店。
店舗面積約2,979m2。
河和駅ビル内に出店した地上3階建ての店舗であった。
- 東郷店（愛知県愛知郡東郷町白鳥3-5[37]、1982年（昭和57年）11月19日開店[38]）

敷地面積約5,906m2、鉄筋コンクリート造2階建て塔屋1階、延べ床面積約7,955m2、売場面積約6,362m2（当社売場面積約4,370m2）、駐車台数約400台。
- 西可児店（岐阜県可児市、1984年（昭和59年）3月開店[39]）

店舗面積約2,326m2。唯一残る名鉄ショッピを前身とする店舗。
- 新所原店（静岡県湖西市駅南1-3-1、1995年（平成7年）10月開店）

延べ床面積約6,426m2、店舗面積4,750m2

### ギャラリー

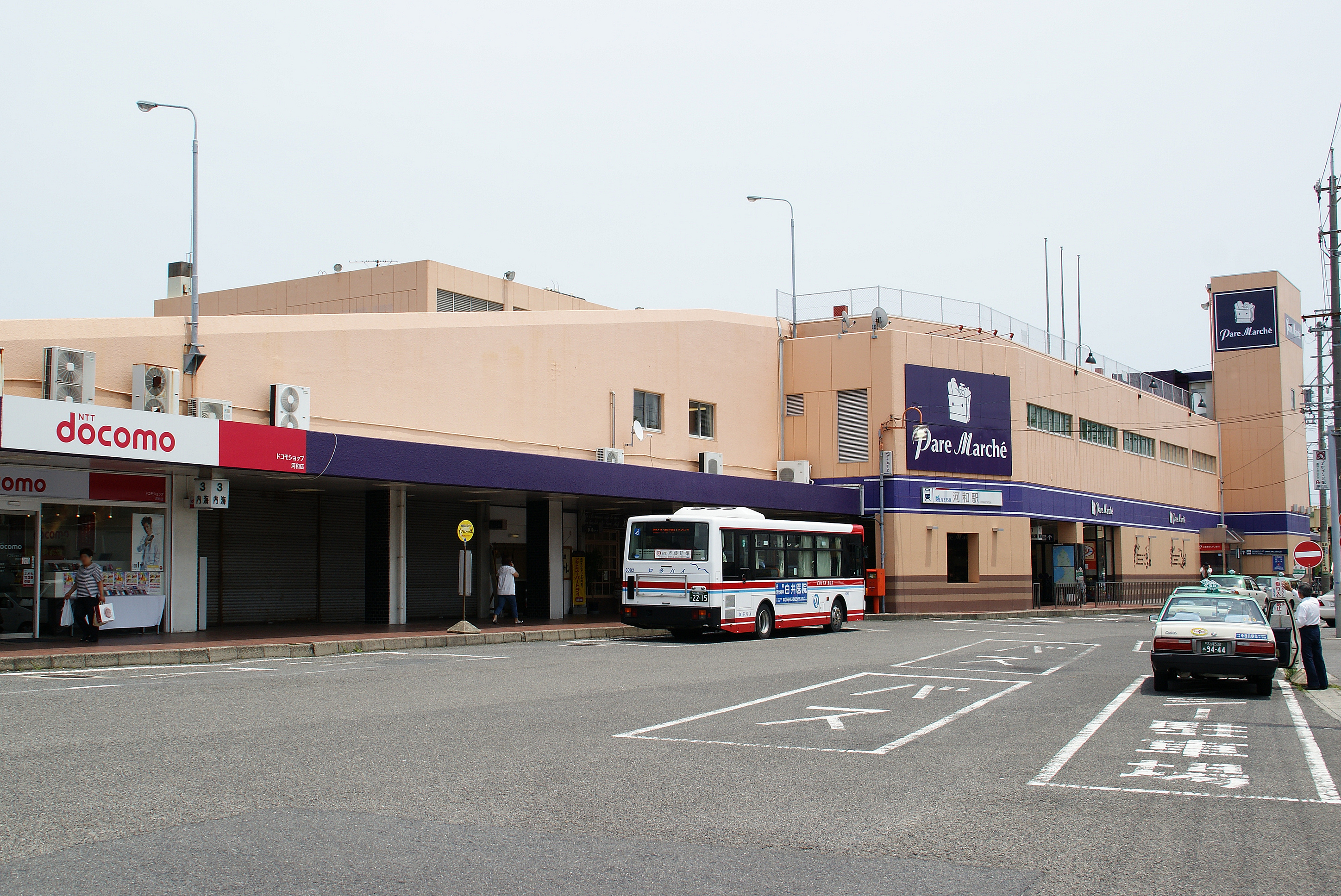
河和店
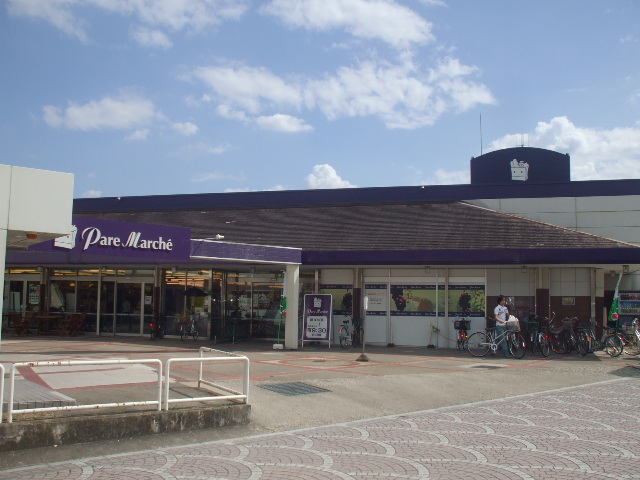
西可児店
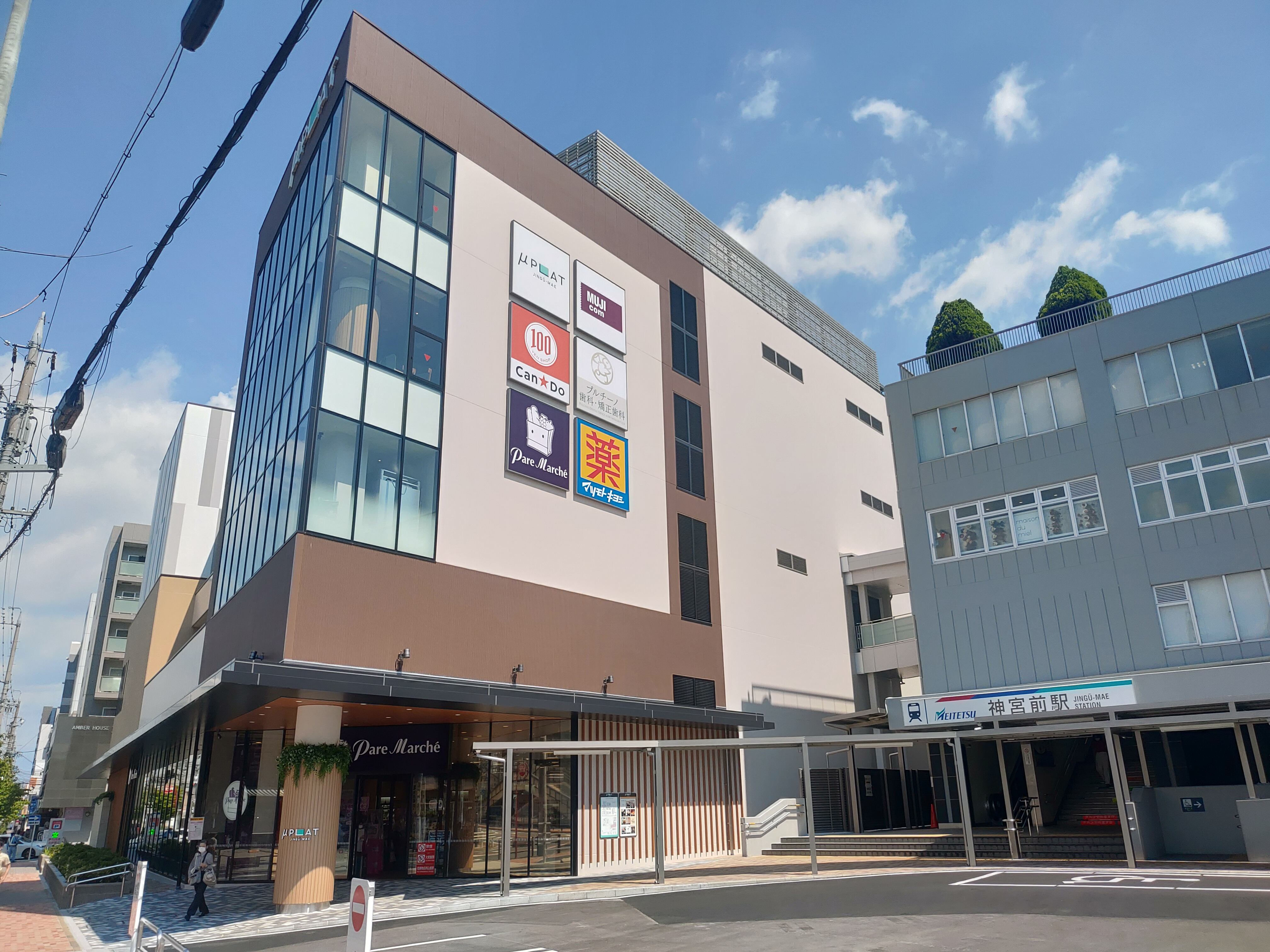
神宮前店

## かつて存在した店舗

### 愛知県

#### 名古屋市地区

##### 緑区
- 鳴海店（緑区鳴海町字姥子山22-1[9]、1959年（昭和34年）2月14日開店[41] - ?閉店）

名鉄共栄社（その後商号を名鉄産業に変更したが、2022年に再度の社名変更(名鉄産業→名鉄エリアパートナーズ)および事業譲渡により物販事業は名鉄生活創研が後身となる）が鳴海団地内に鳴海スーパーマーケットとして開設。
店舗面積約493m2。
- 鳴子店（緑区鳴子町1-54[42]、1962年（昭和37年）7月25日開店[42] - ?閉店）

住宅公団鳴子団地内に出店していた。
店舗面積349.8m2。
- 鳴子分店（緑区鳴子町1-6[42]、1964年（昭和39年）10月20日開店[42] - ?閉店）

店舗面積207.9m2。

##### 南区
- 笠寺店（南区前浜町7-5-1[43]、1962年（昭和37年）12月13日開店[43] - ?閉店）

売場面積637m2
本笠寺駅に出店していた。

##### 港区
- 木場町店（港区木場町8-51[44]、1988年（昭和63年）4月開店[39] - ?閉店）

常盤木材が所有する延べ床面積約5,710m2の建物に出店していた。
店舗面積約2,813m2。
ヤマナカに譲渡し、2006年（平成18年）9月にヤマナカ木場店が開店したが、チャレンジハウス木場店に業態転換したのち、2018年（平成30年）9月閉店に閉店となった。

##### 北区
- 城北店（北区金城1-2-21[46]、1971年（昭和46年）7月23日開店[47][48] - ?閉店）

店舗面積約919m2。
- 上飯田店（北区上飯田通2-40[49][11]、1965年（昭和40年）12月開店[10] - ?閉店）

敷地面積約3,960m2、鉄筋コンクリート造地下1階地上2階建て、延べ床面積約6,528m2、店舗面積約4,720m2（直営店舗面積約2,822m2）、駐車台数約100台。
上飯田駅に日本住宅公団と共同で建設した戸数約400戸のマンションを併設した駅ビルの1階部分に出店していた。衣料品については関連会社の名鉄衣料が担当した。
創業時には名鉄ストアー本社が併設されていた。

##### 西区
- 東枇杷島店（西区枇杷島通3-35[51]、1964年（昭和39年）11月1日開店[51] - ?閉店）

店舗面積462m2。
- 又穂店（西区又穂町2-1[45]、1967年（昭和42年）6月開店[8] - 2009年（平成21年）2月閉店）

名古屋鉄道が所有する土地に建設された住宅公団又穂団地内に出店していた。
店舗面積約1,188m2。
2009年（平成21年）2月25日に一旦閉店の後、内部の改装を行い、同年2月28日にオークワのディスカウント形態店舗「プライスカット又穂」として開店。
2012年（平成24年）2月21日付でオークワのディスカウント業態部・プライスカット業態に編入。
2015年（平成27年）1月19日をもって、プライスカット又穂の店舗としても閉店。2016年（平成28年）11月から解体工事が行われ、更地になった。

##### 天白区
- 平針店（天白区天白町字細口下1793-1[9]、1965年（昭和40年）3月30日開店[54] - ?閉店）

店舗面積約509m2。
平針団地内に出店していた。
- 植田店（天白区、1989年（平成元年）7月開店[39] - ?閉店）

##### 守山区
- 喜多山店（守山区大字小幡字ニ軒家2610-31[55][56]、1964年（昭和39年）3月12日開店[55][56] - ?閉店）

売場面積418m2

##### 千種区
- （初代）池下店（愛知県名古屋市千種区覚王山通8-3[57][56]、1961年（昭和36年）4月29日開店[57][56]）

店舗面積983m2。
- マコー東山店[58] → 名古屋ショッピ東山店[55]（千種区唐山町2-3[55][58] 新東山ビル1階[59]、1964年（昭和39年）5月2日開店[58] - 1969年（昭和44年）6月1日名古屋ショッピ開店[47] - ?閉店）

店舗面積858m2 → 843m2。

##### 昭和区
- マコー鶴舞店（昭和区島西町2-17[58]、1964年（昭和39年）4月10日開店[58] - ?閉店）

店舗面積300m2。

##### 熱田区
- 神宮店（熱田区神宮3-6-34[60]、1983年（昭和58年）9月22日開店[13] - 2021年（令和3年）6月20日閉店[広報 5]）

敷地面積約5,200m2、鉄骨鉄筋コンクリート造8階建て塔屋1階、延べ床面積約26,700m2、店舗面積約15,000m2（直営店舗面積約7,199m2、名鉄衣料約2,961m2）、駐車台数約1,000台。
神宮前駅西口の駅ビルの1階から5階に出店していた。
前述の通り、同店閉店後の2021年（令和3年）7月21日に、μPLAT神宮前1階に都市型小型店の「神宮前店」を開業させている（食料品売場のみ営業）。
店舗跡には名古屋鉄道が木造平屋の観光商業施設「あつたnagAya」が2024年（令和6年）9月6日に開業。なお同所には、後の2024年12月1日にオークワが「あつた小町 by Pare Marche」を出店した（前述）。

##### 瑞穂区
- 名鉄堀田ショッピングセンター[63] → 名古屋ショッピ堀田店[64](瑞穂区惣作町2-4-1[63]、1970年（昭和45年）12月11日開店[63][65] - 1977年（昭和52年）1月31日閉店[8])

敷地面積約1,928.38m2、鉄骨鉄筋コンクリート造地下1階地上4階建て塔屋1階、延べ床面積約8,951.98m2、店舗面積約4,256m2（直営店舗面積約2,574m2）。
「岩正製作所」の建設したビルに「名古屋ショッピ」がデベロッパーとなり、「多治見ストアー駅前店」や「岐阜ストアー太田店」と同様に衣料品テナントにイズミヤを迎えた総合スーパー「名鉄堀田ショッピングセンター」として開設したが、イズミヤは1973年（昭和48年）2月に閉店し、「岐阜ストアー」の「堀田サントップ」を核店舗として出店していた。
下記名鉄ストアー開業後は一時的にであるが至近距離で自社競合状態となっていた。閉店後の岩正ビルには衣料品テナントとしてヨシヅヤ堀田店が開店し、食品テナントはヤマナカが入居したがともに閉店し、階下フロアにはフィール堀田店が入居、現在は建て替えて平屋建てのフィール堀田店が営業中。

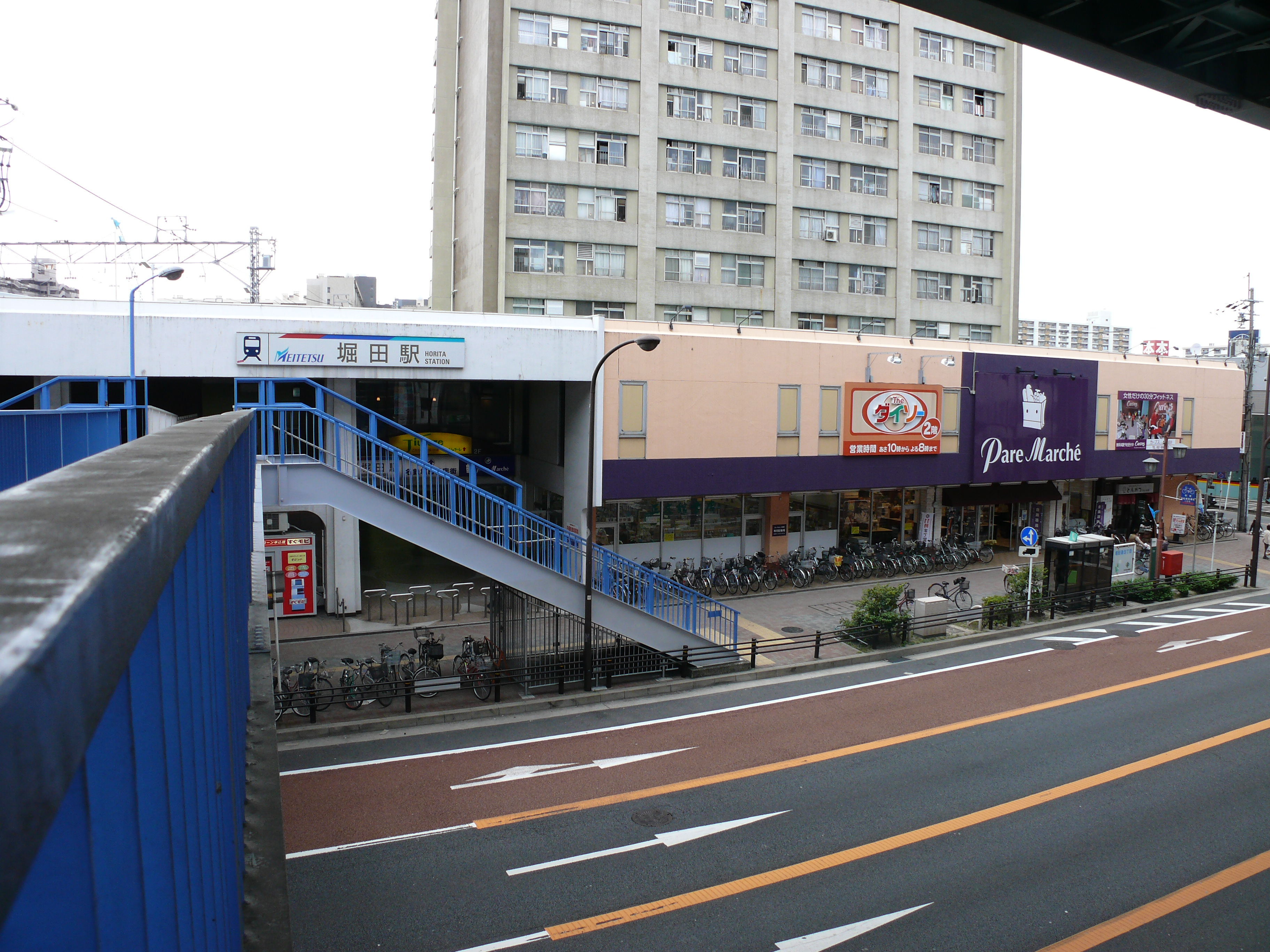
堀田店

- 名鉄ストアー堀田駅店[73](瑞穂区新開町28-26[74]、1973年（昭和48年）6月22日開店[75] - 2022年（令和4年）8月20日閉店[広報 6])

敷地面積約3,135m2、鉄骨鉄筋コンクリート造2階建て、延べ床面積約5,449m2、店舗面積約4,528m2（直営店舗面積約1,052m2、名鉄衣料約953m2）、駐車台数約50台。
名鉄堀田駅北口で営業していた。衣料品は名鉄衣料が担当した。

#### 尾張（名古屋市以外）地区

##### 名鉄犬山線沿線地区
- 西春店（愛知県北名古屋市鹿田3926-10[12]、1994年（平成6年）10月21日開店[77]-2022年（令和4年）1月閉店[78])

敷地面積約12,500m2、延べ床面積52,640m2、店舗面積約10,248m2。
西春駅東口の近藤紡績所西春工場跡地に同社が建設した12階建てのビルの1階から3階までに出店していた。名鉄パレ百貨店時代は1階～5階まで使用。
跡地には2022年（令和4年）5月21日にヨシヅヤの「Yストア西春店」が開業。
- 岩倉店（岩倉市東新町南江向24-5[56]、1965年（昭和40年）9月25日開店[56][55] - ?閉店）

店舗面積512m2。
名古屋ショッピ時代に岩倉団地内に出店していた。跡地はナフコ不二屋岩倉店となったが、2023年1月19日閉店。
- 江南店（江南市藤ヶ丘6-1[9][55]、1968年（昭和43年）11月9日開店[55] - ?閉店）

店舗面積637m2。
- 柏森店（丹羽郡扶桑町柏森字戸白73[82]、1963年（昭和38年）5月開店[8] - ?閉店）

店舗面積70m2。
柏森駅に出店していた。
- 扶桑店（丹羽郡扶桑町高雄下野71[12]）

ニューマウント株式会社の工場跡地の一部を利用しオープンしたトステムビバ扶桑ショッピングパークの食品テナントという位置づけであった。後にトステムビバはペット＆グリーンに改装するも撤退したため、跡地スペースを含め衣料品売り場拡充やテナント導入等の大幅な改装を行った。
マックスバリュ中部が継承して2005年（平成17年）10月7日にマックスバリュ扶桑店が開業。
店舗面積約1,700m2。
なお継承後の建物は2017年（平成29年）6月30日に一旦閉店し、マックスバリュは同年7月13日に同敷地内に新築のアクロスプラザ扶桑内に移転再オープン。その後旧店舗は解体しアクロスプラザのテナント増床分に充てている。

##### 名鉄名古屋本線沿線地区
- 二ツ杁店（西春日井郡西枇杷島町（現在の清須市）芳野町1-59[9]、1962年（昭和37年）4月10日開店[10][54] - ?閉店）

二ツ杁駅に出店していた。
店舗面積約763m2。
- 清洲店（西春日井郡清洲町（現在の清須市）新清洲1-2[9]、?開店[84] - ?閉店）

新清洲駅前に出店していた。
- キリンビール店（西春日井郡新川町（現在の清須市）大字寺野758[85]、1961年（昭和36年）10月1日開店[85] - ?閉店）

店舗面積62.7m2。
キリンビール名古屋工場内に出店していた。
- 国府宮店（稲沢市松下町96[9]、1963年（昭和38年）3月20日開店[8] - ?閉店）

国府宮駅に出店していた。
店舗面積145.5m2 → 1,850m2。
- 豊明店（豊明市二村台3-1-1[9]（旧・豊明町大字沓掛字森裏2-1[47]）、1971年（昭和46年）8月28日開店[47] - ?閉店）

店舗面積約684m2。

##### 名鉄常滑線・河和線沿線（知多）地区
- 朝倉店（知多市つつじ丘1-13[9]、1973年（昭和48年）3月28日開店[86] - ?閉店）

店舗面積約660m2。

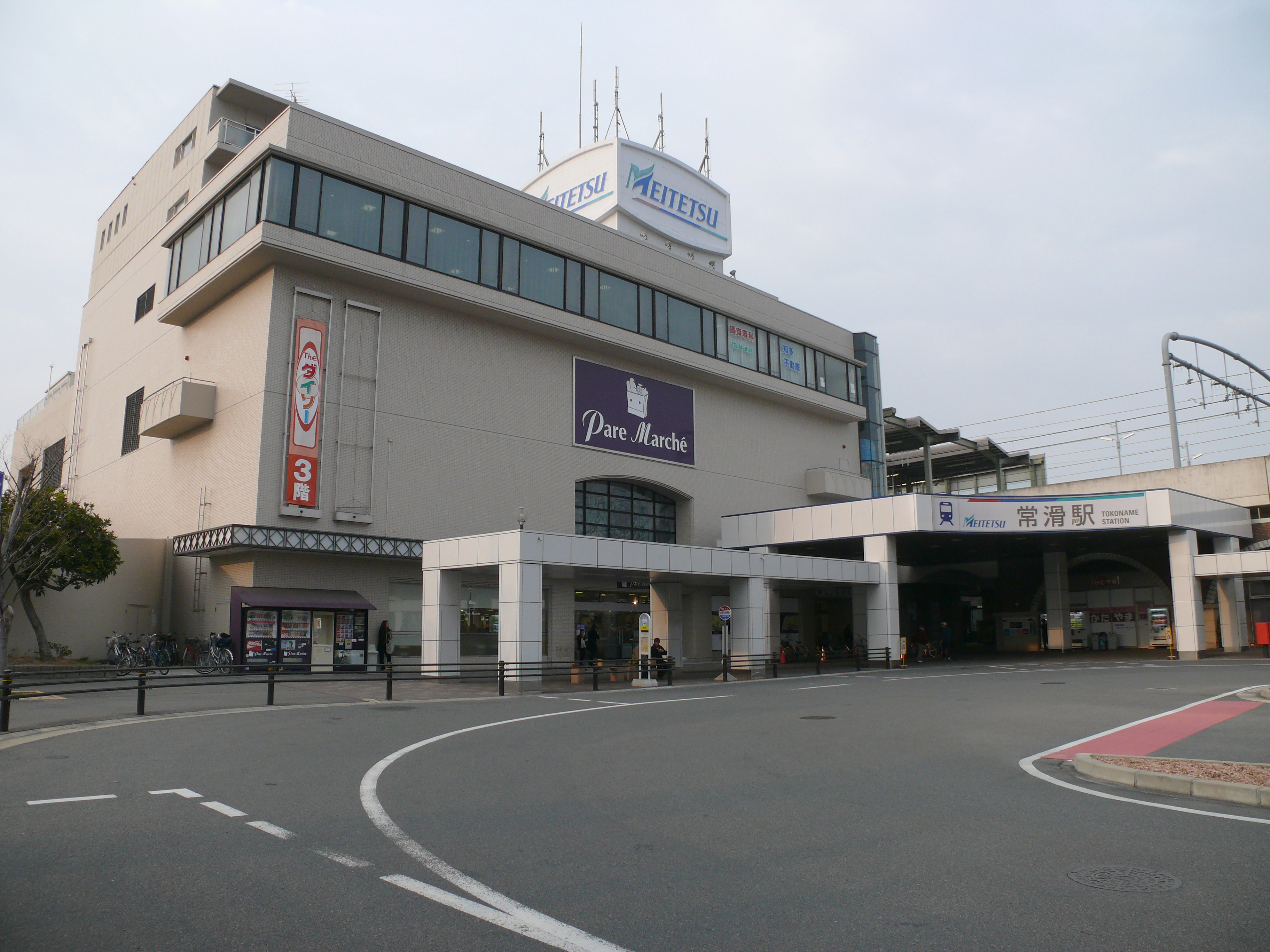
常滑店

- 常滑店（常滑市鯉江本町5-140[45]、1987年（昭和62年）3月27日開店[87][88] - 2012年（平成24年）8月閉店[89]）

敷地面積約6,790m2、鉄骨鉄筋コンクリート造4階建て一部6階建て、延べ床面積約17,900m2、店舗面積約11,511m2（直営店舗面積約5,500m2）、駐車台数約500台。
名鉄ストアーと協同組合常滑ショッピングセンターが建設した「メイテツ・セラ」の核店舗として出店していた。常滑駅ビルにはセラショッピングセンターや物産情報センターが入居、名鉄常滑ビルには当店や当時名鉄グループが数店舗展開していたレストラン「渚亭」、賃貸マンションが入居した。
常滑駅に出店していた。2017年（平成29年）6月頃、建物は解体された。現在は跡地にマルスフードショップ常滑駅前店をはじめテナント5店舗が集積したミュープラット常滑が建つ。
店舗面積約6,102m2。

##### その他の尾張地区
- 桃花園店（春日井市東山町2345[9]、1972年（昭和47年）6月開店[91] - ?閉店）

店舗面積約380m2。
桃花園団地に出店していた。
- 瀬戸店（瀬戸市東横山町62[93]、1971年（昭和46年）12月1日開店[93] - 2002年頃閉店）

敷地面積約8,850m2、鉄骨鉄筋コンクリート造4階建て一部6階建て、延べ床面積約9,946m2、店舗面積約7,957m2（直営店舗面積約1,336m2）、駐車台数約300台。
衣料品はユーキチ瀬戸店（直営店舗面積約2,842m2）と名鉄衣料瀬戸店（直営店舗面積約709m2）が出店していた。
建物は取り壊し。
- 杁ヶ池店（長久手市長配2-1507川本ビル[94]、1979年（昭和54年）4月開店[36] - ?閉店）

店舗面積約1,836m2。
- 津島店（津島市錦町1-2[95]、1968年（昭和43年）11月3日[96] - 2001年（平成13年）頃閉店[要出典]）

延べ床面積28,199m2、店舗面積約4,532m2（直営店舗面積約1,431m2）、駐車台数約40台。
日本住宅公団の住宅431戸を併設した津島駅ビルに出店していた。衣料品テナントは名鉄衣料が担当した。
- 大府店（大府市、1990年（平成2年）6月開店[39] - ?閉店）

#### 三河地区

##### 豊田市
- 名鉄ストアー保見店→名鉄パレ保見店（豊田市保見ヶ丘町5-1[94]、1975年（昭和50年）6月8日開店[99][100] - 2005年（平成17年）8月5日閉店[101]）

鉄骨造り3階建て。店舗面積約2,268m2。
保見団地内に出店していた。
跡地には日系ブラジル人3世が経営する「アイ・ビー・フォックス」が2006年（平成18年）6月28日に「フォックスタウン」を開業した。
- 朝日店（豊田市朝日町1-6[105]、1973年（昭和48年）9月1日開店[99] - ?閉店）

店舗面積1,188m2
メイツプラザ（店舗面積約3,140m2）に「ユーキチ」と共に核店舗として出店していた。

##### 西三河（豊田市以外）
- 知立店（知立市昭和9-2[9][55]、1966年（昭和41年）10月12日開店[55] - 2005年（平成17年）6月末日閉店[107]）

知立団地内に出店していた。
店舗面積約570m2。
跡地には2008年（平成20年）2月に「マルスフードショップ」が開業した。
- 小垣江店（刈谷市小垣江町亥新田1-1小垣江ビル[109]、?開店 - ?閉店）

店舗面積約2,299m2。
- 新安城店（安城市、1986年（昭和61年）7月開店[39] - ?閉店）
- 岡崎店（岡崎市康生通西3-15-7[110]、1973年（昭和48年）4月1日開店[110] - ?閉店）

敷地面積約4,904m2、鉄骨鉄筋コンクリート造地下2階地上12階建て、延べ床面積約30,315m2、店舗面積約6,051m2（直営店舗面積約1,397m2）、駐車台数約32台。
西三河総合ビルの「メイテツサンリバー」地下1階に出店していた。
メルサが継承して直営の食品売り場として営業した後、1990年（平成2年）9月14日にヤングファッション売り場となった

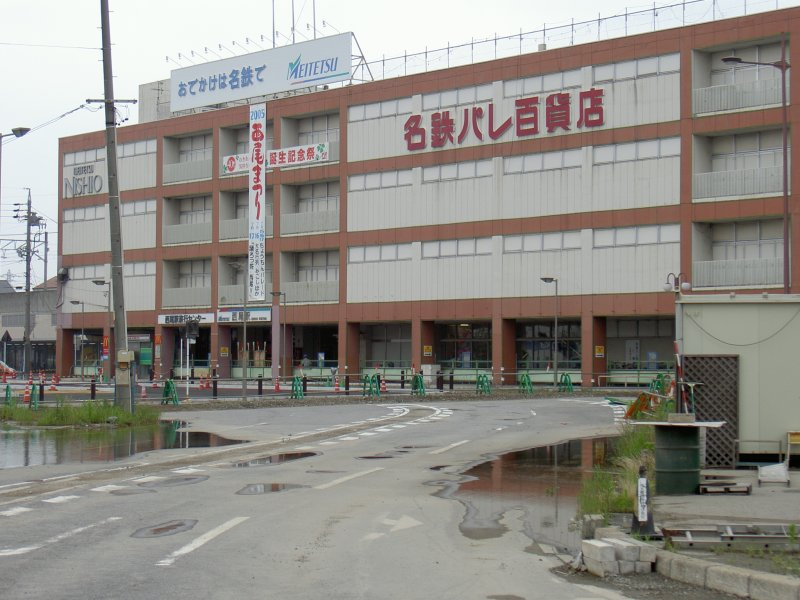
西尾店

- （初代）西尾店（西尾市住吉町4-18[113]、1973年（昭和48年）12月11日開店[113][114] - 2013年（平成25年）閉店[115]）

敷地面積約6,693m2、鉄骨鉄筋コンクリート造4階建て一部6階建て、延べ床面積約11,110m2、店舗面積約7,691m2（直営店舗面積約3,689m2）、駐車台数約200台。
西尾駅のステーションビルに出店していたが、ビルの再開発に伴って閉店となった。
開業時には衣料品売り場は、地元の衣料スーパーユーキチ（後のドミー）が出店していた。
かつては名鉄ストアー時代に名鉄西尾百貨店、名鉄パレになってからは名鉄パレ百貨店西尾という百貨店型の店舗だった。
- （2代目）西尾店（西尾市住吉町4-18、2013年（平成25年）8月21日開店[115] - 2016年（平成28年）2月7日閉店[要出典]）

西尾駅から南に50mの場所に移転。鉄骨造り平屋建てで直営売場面積は257坪の食品に特化した店舗だった。

##### 豊橋市
- 菰口店（豊橋市菰口町1-20[12]、1996年（平成8年）3月開店[12] - ?閉店）

店舗面積約1,558m2。
2008年（平成20年）10月1日にディスカウント業態に変更して「プライスカット菰口店」として新装開業した。
- 飯村店（豊橋市飯村南2-31-1[12]、1991年（平成3年）11月22日開店[118] - 2017年（平成29年）8月20日閉店[要出典]）

鉄骨造地下1階地上2階建て、延べ床面積約12,178m2、店舗面積約5,070m2（直営店舗面積約4,200m2）。
開店時は2階にギガス（のち経営統合にてケーズデンキ）豊橋飯村店が入居していたが2016年（平成28年）7月31日に閉店。
パレマルシェ閉店後、空きビルを解体し、2019年（令和元年）12月12日に名古屋鉄道の新規事業として名鉄インプレス運営による「ゆのゆ TOYOHASHI」が開設された。

### 岐阜県

#### 岐阜市

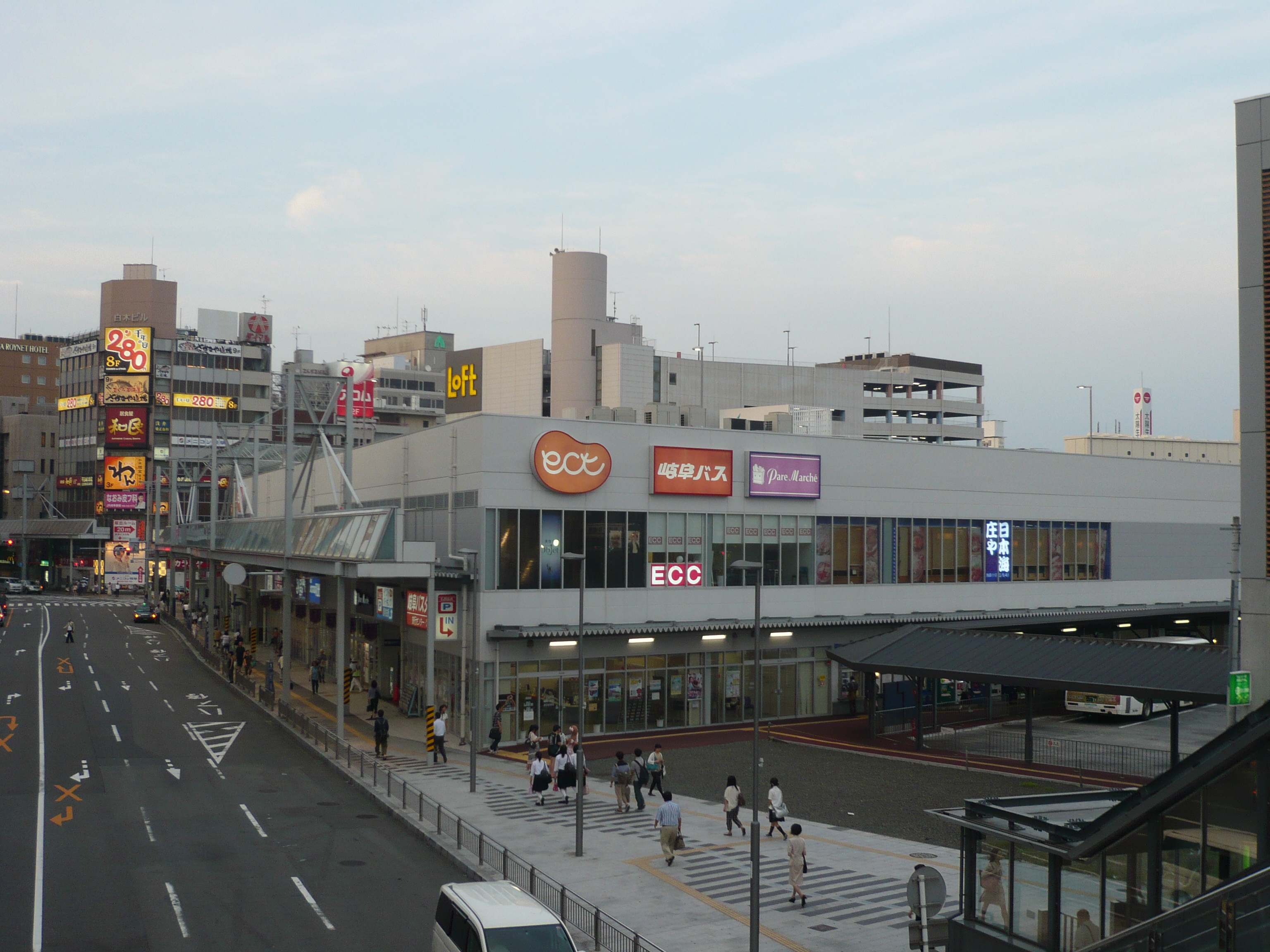
パレマルシェ名鉄岐阜店が入居していたECT

- 岐阜ストアー本店 → 岐阜店（岐阜市徹明通1-17[121]、1962年（昭和37年）12月1日開店[121] - ?閉店）

店舗面積1,175m2。
1948年（昭和23年）に創業し、わずか11年後の1959年（昭和34年）に閉店した丸宮百貨店を買収して出店していた。開設にあたっては、1953年（昭和28年）に増築した4階建（一部5階建）の建物を利用し、徹明町交差点に建つ3階建ての建物並びに増築部分と連接した2階建ての建物は取り壊し、なごや初寿司等が入居するテナントアーケード及び名鉄モータープール（有料駐車場）に変更して「岐阜ストアー（のち、名鉄岐阜ストアー）」として営業を開始した。独特な広告塔は丸宮百貨店時代に完成し、マークを岐阜ストアーのGSマークに取り換えて使用していた。各階に売場が設けられていたが、店内エスカレーターは存在せず、実質１階の食品売り場をメインに営業しており、営業末期には外壁等の老朽化が著しかった。
名鉄ショッピ時代に閉店し、跡地には1990年（平成2年）11月3日に岐阜メルサ（ファッション館）が開業したが、売り上げ低迷のため2009年（平成21年）8月に閉店。その居抜きスペースの一部を使い2011年（平成23年）4月に「ドン・キホーテ柳ケ瀬店」が入居していたが2020年10月25日閉店。2022年12月現在も空きビルとなっている。
- 三里店（岐阜市清上沼715-1[94]、1995年（平成7年）9月開店[12] - 2005年（平成17年）閉店）

店舗面積約1,410m2。
建物は居抜きで2021年（平成23年）6月現在カネスエ三里店。
- 忠節店（岐阜市島栄町1-45[125]、1972年（昭和47年）5月28日開店[126] - 2000年（平成12年）2月閉店[127]）

敷地面積約6,752m2、鉄筋コンクリート造4階建て、延べ床面積約10,493m2、店舗面積約6,809m2（直営店舗面積約1,260m2）、駐車台数約120台。
タマコシ忠節店（約2,909m2）が2階と3階に出店していた。
名鉄岐阜市内線・揖斐線の忠節駅駅舎に併設。建物は現存せず。跡地はスギ薬局忠節店および、2007年（平成19年）11月10日にヤマナカ忠節フランテ館が開業した。
- 名鉄岐阜店（岐阜市神田町9丁目1-1、2009年(平成21年)9月6日開店[130] - 2024年(令和6年)9月29日閉店[広報 9]）

旧 新岐阜百貨店の跡地（名鉄岐阜駅南から岐阜バスターミナル北）に、商業ビルECT（イクト）の核店舗として開業。
ECT自体の再開発のため、当店も閉店した。

#### 大垣市
- 大垣ストアー → 大垣店（大垣市郭町3-50[132]、1963年（昭和38年）7月21日開店[132] - 1967年（昭和42年）閉店[8]）

店舗面積516m2。
大垣駅前の吉田ビルに出店していた。

#### 各務原市
- 新那加店（各務原市那加新那加町27[134]、1971年（昭和46年）3月26日開店[126] - 2000年（平成12年）2月閉店[127]）

敷地面積約5,324m2、鉄筋コンクリート造4階建て、延べ床面積約7,995m2、店舗面積約6,396m2（直営店舗面積約1,069m2）、駐車台数約200台。
新那加駅に出店していた。衣料品テナントはイズミヤが入居したのち、エビスヤ（約1,504m2）が入居していた。
- 鵜沼緑苑店（各務原市緑苑中3-2[135]、1975年（昭和50年）7月開店[39][135] - 2000年（平成12年）2月閉店）

店舗面積約1,482m2
鵜沼緑苑に出店していた。建物は解体され現存しない。

#### 美濃加茂市
- （初代）太田ストアー（美濃加茂市太田町1750-3[132]、1963年（昭和38年）11月28日開店[132] - ?閉店）

店舗面積889m2
- （2代目）太田店（美濃加茂市太田町、1970年（昭和45年）9月25日開店[126] - ?閉店）

店舗面積4,580m2 → 5,949m2。
太田町弥生に開設された初代店舗を引きつぐ形で「名鉄太田ショッピングセンター」として開店した大型店舗。1階の食品は岐阜ストアー太田店が引き続き「太田ストアー」として入居、2階以上はイズミヤ（開店当時はいづみや）が岐阜県初出店で衣料品・日用雑貨を取り扱った。また開店当初はボーリング場「太田ボーリングセンター」も入居していた。
1982年（昭和57年）4月に2階～4階のイズミヤ部分の改装を行い、テナントを2店導入、売り場面積も5,500㎡に拡張した。
2005年（平成17年）に閉店し、現在は名鉄不動産によるマンション「メイツ美濃太田フロントステーション」が建設された。

#### 可児市
- 今渡店（可児市今渡字野市場4[9]、1977年（昭和52年）3月開店[39] - ?閉店）

日本ライン今渡駅に隣接する駅ビル内に出店していた。駅ビル解体により建物は現存しない。

#### 多治見市
- 多治見ストアー[140] → 名鉄ショッピ多治見橋[141]店（多治見市本町5-10[140][142]、1964年（昭和39年）6月24日開店[140] - ?閉店）

店舗面積1,280m2
1958年（昭和33年）11月8日に開店した主婦の店多治見店の営業を継承して出店した。
- 多治見駅前店（多治見市本町1-2[143]、1971年（昭和46年）10月1日開店[143] - ?閉店）

敷地面積約3,501m2、鉄筋コンクリート造地下1階地上4階建て塔屋2階、延べ床面積約13,827m2、店舗面積約8,319m2（直営店舗面積約2,157m2）、駐車台数約200台。
多治見駅前ビルに出店していた。
イズミヤ（直営店舗面積約3,369m2）が3階に出店していた。
- 多治見橋店（多治見市、1977年（昭和52年）11月開店[39] - ?閉店）
- ホワイトタウン店（多治見市、1982年（昭和57年）4月開店[39] - ?閉店）

ホワイトタウンに出店していた。

### 静岡県
- かじ町店（浜松市中区（現：中央区）鍛冶町[144]、2009年（平成21年）5月14日開店[145] - 2009年（平成21年）12月6日閉店[144]）

旧イトーヨーカドー浜松駅前店のビルを利用した再開発店舗「かじ町プラザ」1階に出店していた。
全フロアをテナント招致することを条件に出店したが、実現しなかったため約半年で撤退した。
- 葵町店（浜松市葵東2-13[146]、1976年（昭和51年）4月2日開店[146] - ?閉店）

敷地面積約7,432m2、鉄筋コンクリート造地上3階建て塔屋1階、延べ床面積約5,794m2、店舗面積約3,766m2（当社店舗面積約1,292m2）、駐車台数約1,600台。
- 衣料品テナントは名鉄衣料（約1,178m2）が担当した[146]。
- 北寺島店（浜松市中区（現：中央区）北寺島町492-2、1978年（昭和53年）3月開店[39] - 2015年（平成27年）8月20日閉店[広報 11]）

店舗面積約8,517m2。
前記のかじ町店出店を控えた2009年3月に浜松店から名称変更された。名鉄ストアー時代は「駅南店」の名称であった。
閉店後建物は解体され、跡地には2017年春にバロー浜松北寺島店が開店。
- 湖西店（湖西市鷲津1090-1[147]、1980年（昭和55年）10月開店[39] - ?閉店）

鷲津駅から少し離れた郊外にあった「湖西ショッピングセンター グリーンバレー」（店舗面積約4,975m2）に衣料品の「エビスヤ」と共に核店舗として出店し、食品を主として扱っていた。
道路を挟んですぐ前に「遠鉄ストア湖西店」が移転して、1994年（平成6年）9月21日に開業した。
新所原駅に近い湖西市駅南に1995年（平成7年）10月に「新所原店」が出店している。
2001年（平成13年）4月にリベロが入店したが2004年（平成16年）3月に閉店、その後浜名プラスチックの事務所を経て2013年（平成25年）にテナントが取り壊され、2013年（平成25年）末にヤマダ電機が出店したが2015年（平成27年）6月で閉店しており、同年11月から現在は杏林堂鷲津店となっている。
- ららぽーと磐田店（磐田市[150]、2009年（平成21年）6月25日開店[150] - 2019年（平成27年）8月20日閉店）

三井不動産の関連会社である三井不動産商業マネジメントが運営するショッピングセンターの核テナントとして出店していた。跡地には2020年（令和2年）1月29日にエブリィビッグデーららぽーと磐田店が開店。

### 石川県
- 泉本町店（金沢市泉本町5-78[9]、1972年（昭和47年）10月5日開店[151] - ?閉店）

店舗面積1,056m2
- 山代店（加賀市山代温泉8区32[9]、1973年（昭和48年）5月1日開店[153] - ?閉店）

店舗面積1,214m2
- 津幡店（河北郡津幡町字清水ソ333[155]、1973年（昭和48年）9月29日開店[156] - ?閉店）

敷地面積約13,365m2、延べ床面積約7,875m2、店舗面積5,068m2（当社店舗面積957m2）、駐車台数約250台。
石川興産が開発したシヨツピングセンター「スカール」の1階に出店していた。2階に「いとはん」が出店していた。

### 三重県
- マコー四日市店（四日市市諏訪町13-6[157]、1963年（昭和38年）10月25日開店[24] - 1967年（昭和42年）3月9日閉店[158]）

店舗面積約1,494m2。
地下1階・地上5階建ての新道ビルの地下1階から地上3階までに出店していた。

## 過去に存在した関連企業
- 名鉄パン工業株式会社（石川県松任市村井町629[160]、1963年（昭和38年）3月設立[161]、資本金2300万円[162]）

石川県パン協同組合の有志13名によって1963年（昭和38年）3月に設立し、同年10月1日に操業開始した石川県パン工業を買収し、インストアベーカリー「メイクレール」1号店を金沢市に開店した。
- メイコー（1973年（昭和48年）3月設立[106]、出資比率100％[106]）

電気・レコード
- フジ・レジャー開発株式会社（本社名古屋市[164]、1971年（昭和43年）3月設立[106]、資本金1000万円[164]、出資比率100％[164]）

ゲーム・カラオケ店「ジョイシティ」の運営や、まんが喫茶「山ん馬」のフランチャイズを含むチェーン展開していた。
2005年（平成17年）8月31日付でインストアベーカリー事業と実演販売事業などを「株式会社パレ」に営業譲渡して解散することになった。
ファストフード「あつあつ家」も運営していた。
- メイク（1973年（昭和48年）9月設立[106]、出資比率100％[106]）

冷凍食品・レトルト食品製造
- 富士食品（1973年（昭和48年）9月設立[106]、出資比率100％[106]）

お好み焼・たこ焼き・みたらしの製造・販売
- マコー（1963年（昭和38年）5月設立[165]、資本金3000万円[166]、伊藤忠商事50％・名古屋鉄道25％・名鉄百貨店25％）

伊藤忠商事と名鉄、名鉄百貨店の合弁にてスーパーマーケット「マコ―」が設立され、四日市店・鶴舞店・東山店が開設されている。
安城店や刈谷店・岡崎店・豊橋店の出店も予定されていた。
しかしながら1967年（昭和42年）7月、同じく伊藤忠商事と名鉄が1964年（昭和39年）12月に合弁して設立した「ナゴヤスポーツガーデン」と合併してマコー東山店は同社の経営となった。

## 海外
- 名鉄フレミング（Meitetsu and Fleming Corporation of Micronesia[168]）
  - テニアン店（北マリアナ諸島テニアン島[25]、1974年（昭和49年）1月開店[25]）
R・H・フレミングから賃借した[169]平屋建てのホテルの[170]一角に出店した[169]スーパーマーケットであった[168]。
  - 名鉄フレミングホテル（北マリアナ諸島テニアン島[170]、1974年（昭和49年）1月開業[25]）
R・H・フレミングから賃借した[169]平屋建てのホテルで[170]、客室数は15室で20席のレストランも併設していた[168]。

- カーメンセーフウェイ・メイテツ・ショッピングセンター（1976年（昭和51年）設立[28]、資本金50万ドル[171]、出資比率50％[171]）
  - サイパン店（北マリアナ諸島サイパン島[25]、1976年（昭和51年）3月開店[25]）
1979年（昭和54年）12月に店内にインストアペーカリーシヨップを開店[172]

- ロタ店（北マリアナ諸島ロタ島[28]、1989年（平成元年）8月開店[28]）
- Meitetsu Shopping Center Inc.（名鉄ショッピングセンター）

サイパン島にてスーパーマーケットを運営していた。1976年（昭和51年）3月に開店。

#### 広報資料・プレスリリースなど一次資料
1. 1 2  “「パレマルシェ神宮前店」オープンについて”.  オークワ (2021年7月14日). 2021年7月23日閲覧。
2. ↑  “「あつた小町 by Pare Marche」オープンについて”.  オークワ (2024年11月25日). 2024年12月27日閲覧。
3. ↑  『第49期 有価証券報告書』 ヤマナカ、2006年6月19日。pp15
4. 1 2  『第62期 有価証券報告書』 ヤマナカ、2019年6月13日。pp11
5. ↑  “オークワ/チラシ・店舗情報/愛知県/パレマルシェ 神宮店”. www.okuwa.net. 2021年6月8日時点のオリジナルよりアーカイブ。2021年6月8日閲覧。
6. ↑  “2023年2月期 第2四半期累計期間 営業の概況” (PDF).   オークワ. p. 8 (2022年10月3日). 2022年10月6日閲覧。
7. ↑  “FLOOR GUIDE（2003年12月4日におけるInternet Archive）”. 2023年8月26日閲覧。
8. ↑  “温浴施設 1 号店「ゆのゆ TOYOHASHI」が  12 月 12 日（木）にオープン！  ～『結びの湯』をコンセプトとした、豊橋市内最大級の温浴施設～”. 2023年1月7日閲覧。
9. ↑  “チラシ・店舗情報/岐阜県/パレマルシェ 名鉄岐阜店”.   オークワ. 2024年11月5日時点のオリジナルよりアーカイブ。2024年11月5日閲覧。
10. ↑  名鉄岐阜駅 新商業ビル「ECT（イクト）」が9月6日（日）にグランドオープン - 名古屋鉄道ニュースリリース 2009年7月31日 - ウェイバックマシン（2009年8月3日アーカイブ分）
11. ↑  “パレマルシェ北寺島店の閉店に伴うATM廃止のお知らせ” (PDF).  浜松信用金庫 (2015年8月20日). 2016年3月4日時点のオリジナルよりアーカイブ。2016年1月5日閲覧。